# Campeonato Ecuatoriano de Fútbol 1962
El Campeonato Ecuatoriano de Fútbol 1962, conocido oficialmente como «Campeonato Nacional de Fútbol 1962», fue la 4.ª edición del Campeonato nacional de fútbol profesional en Ecuador. El torneo fue organizado por la Federación Deportiva Nacional del Ecuador (luego Asociación Ecuatoriana de Fútbol, hoy Federación Ecuatoriana de Fútbol) y contó con la participación de los 4 mejores equipos ubicados del Campeonato Profesional de Guayaquil y los 4 del Campeonato Profesional Interandino (Quito en lugar de Ambato). El Everest se coronó campeón por primera y única vez en su historia hasta el momento.

## Datos de interés
- Everest fue el tercer equipo guayaquileño en ganar el campeonato ecuatoriano.
- Es el único título que Everest ha ganado en la Serie A de Ecuador.
- Everest junto a Barcelona no perdieron ningún partido esa temporada, siendo Everest el primer equipo ecuatoriano campeón invicto y hasta la actualidad uno de los dos únicos (junto a Emelec que fue campeón invicto en 1965).

## Sistema de juego
El cuarto certamen tampoco tuvo cambios en cuanto al número de equipos participantes y al sistema de competición. Disputaron el título 8 candidatos, 4 del Guayas y 4 de Pichincha.
Lo que sí cambió fueron los equipos: Aucas volvió a esta lid tras 5 años de ausencia y debutaron América y 9 de Octubre (como equipos sorpresas del torneo nacional de 1962).
Liga Deportiva Universitaria y España completaron el cuarteto de equipos quiteños, Emelec, Barcelona y Everest completaron el cuarteto de equipos guayaquileños. Una vez más se enfrentaron entre las 2 asociaciones, pero no entre los equipos al interior de ellas. En total son 4 equipos de la Costa y 4 equipos de la Sierra.

## Equipos participantes
| Equipo           | Vía de clasificación                     |
| ---------------- | ---------------------------------------- |
| Emelec           | Campeón de la Copa de Guayaquil 1962.    |
| Barcelona        | Subcampeón de la Copa de Guayaquil 1962. |
| Everest          | 3° Lugar de la Copa de Guayaquil 1962.   |
| 9 de Octubre     | 4° Lugar de la Copa de Guayaquil 1962.   |
| Aucas            | Campeón de la Copa Interandina 1962      |
| América de Quito | Subcampeón de la Copa Interandina 1962   |
| Liga de Quito    | 3° Lugar de la Copa Interandina 1962     |
| España           | 4° Lugar de la Copa Interandina 1962     |

## Equipos por ubicación geográfica
| Provincia | N.º | Equipos                                             |
| --------- | --- | --------------------------------------------------- |
| Pichincha | 4   | - América de Quito - Aucas - España - Liga de Quito |
| Guayas    | 4   | - Barcelona - Emelec - Everest - 9 de Octubre       |

| Barcelona Emelec Everest 9 de Octubre Liga de Quito España Aucas América de Quito |

## Partidos y resultados
| Local/Visita     | AME | AUC | BAR | EME | ESP | EVE | LDU | 9OC |
| ---------------- | --- | --- | --- | --- | --- | --- | --- | --- |
| América de Quito |     |     | 2-2 | 1-2 |     | 1-4 |     | 2-1 |
| Aucas            |     |     | 1-2 | 1-1 |     | 0-0 |     | 0-1 |
| Barcelona        | 2-1 | 6-0 |     |     | 1-1 |     | 4-2 |     |
| Emelec           | 3-1 | 4-1 |     |     | 4-1 |     | 2-1 |     |
| España           |     |     | 0-2 | 4-3 |     | 2-3 |     | 1-1 |
| Everest          | 3-0 | 3-0 |     |     | 3-2 |     | 3-0 |     |
| Liga de Quito    |     |     | 0-1 | 1-2 |     | 0-0 |     | 3-1 |
| 9 de Octubre     | 1-0 | 2-1 |     |     | 6-1 |     | 1-0 |     |

## Tabla de posiciones
|  |  |    | Equipo           | PJ | PG | PE | PP | GF | GC | DG  | PTS |
|  |  | -- | ---------------- | -- | -- | -- | -- | -- | -- | --- | --- |
|  |  | 1. | Everest          | 8  | 6  | 2  | 0  | 19 | 5  | +14 | 14  |
|  |  | 2. | Barcelona        | 8  | 6  | 2  | 0  | 20 | 7  | +13 | 14  |
|  |  | 3. | Emelec           | 8  | 6  | 1  | 1  | 21 | 11 | +10 | 13  |
|  |  | 4. | 9 de Octubre     | 8  | 5  | 1  | 2  | 14 | 8  | +6  | 11  |
|  |  | 5. | España           | 8  | 1  | 2  | 5  | 12 | 23 | -11 | 4   |
|  |  | 6. | Liga de Quito    | 8  | 1  | 1  | 6  | 7  | 14 | -7  | 3   |
|  |  | 7. | América de Quito | 8  | 1  | 1  | 6  | 8  | 18 | -10 | 3   |
|  |  | 8. | Aucas            | 8  | 0  | 2  | 6  | 4  | 19 | -15 | 2   |

PJ = Partidos jugados; PG = Partidos ganados; PE = Partidos empatados; PP = Partidos perdidos; GF = Goles a favor; GC = Goles en contra; DG = Diferencia de gol; PTS = Puntos
|  | Disputaron el Desempate por el título. |

### Evolución de la clasificación
| Equipo / Fecha   | 01 | 02 | 03 | 04 | 05 | 06 | 07 | 08 |
| ---------------- | -- | -- | -- | -- | -- | -- | -- | -- |
| Everest          | 5  | 5  | 4  | 1  | 2  | 2  | 1  | 1  |
| Barcelona        | 2  | 2  | 1  | 2  | 1  | 1  | 2  | 2  |
| Emelec           | 1  | 1  | 3  | 3  | 3  | 3  | 3  | 3  |
| 9 de Octubre     | 4  | 4  | 5  | 5  | 4  | 4  | 4  | 4  |
| España           | 6  | 6  | 6  | 6  | 7  | 7  | 6  | 5  |
| Liga de Quito    | 7  | 7  | 7  | 7  | 6  | 6  | 7  | 6  |
| América de Quito | 8  | 8  | 8  | 8  | 5  | 5  | 7  | 7  |
| Aucas            | 3  | 3  | 2  | 4  | 8  | 8  | 8  | 8  |

## Desempate por el título
La disputó entre Everest y Barcelona, ganando el equipo baisano.
| Fecha | Ciudad    | Equipo local | Resultado | Equipo visitante |
| --- | --------- | ------------ | --------- | ---------------- |
| 13 de enero de 1963                                                                                              | Guayaquil | Everest (C)  | 1 - 1     | Barcelona        |
| Everest se coronó campeón por la mejor posición en el torneo y clasificó a la Copa de Campeones de América 1963. |           |              |           |                  |

## Campeón
|                                            |
|                                            |
| Campeón Club Deportivo Everest 1.er título |

## Goleadores
| Jugador        | Equipo    | Goles |
| -------------- | --------- | ----- |
| Íris Lopes     | Barcelona | 9     |
| Horacio Romero | Everest   | 8     |
| Galo Pinto     | Everest   | 5     |